# معبد القيصريون
معبد القيصريون أو معبد القيصرون أو معبد سيزاريوم يعتبر آخر معابد العصر البطلمي وأول معابد الرومان في الإسكندرية، أي أنه حلقة الانتقال من التراث المعماري البطلمي إلى التراث المعمارى الرومانى.

## تأريخ المعبد
فكرت كليوبترا السابعة آخر ملوك البطالمة في إنشاء معبد تكريمًا لزوجها القائد الرومانى ماركوس أنطونيوس في القرن الأول ق.م واختارت له بقعة رائعة في الحي الملكي بالإسكندرية تطل على الميناء الكبير -منطقة محطة الرمل الحالية والميناء الشرقي) ولكن لم يُقدر لكليوباترا استكمال البناء بسبب هزيمتها هي وزوجها في معركة أكتيوم البحرية عام 31 ق.م على يد القائد الرومانى أوكتافيوس. بعد ذلك قام ماركوس انطونيوس بالانتحار وتبعته كليوباترا في 30 ق.م وقرر أوكتافيوس محو كل ذكرى لماركوس أنطونيوس وهدم كل تماثيله وقرر استكمال المعبد حيث كان ما تم من إنشاء المعبد في عهد كليوباترا لا يتجاوز تخطيط المعبد وإنشاء بوابته الخارجية، وعندما أتم استكماله خصصه لعبادة الآلهة الأباطرة وعرف باسم سيباستيان (sebastium)‏ (1) وكان مكرسًا لرعاية الملاحة وحماية الملاحين في عرض البحر.

## مسلتا القيصريون
يوجد أمام المعبد مسلتان من الجرانيت الأحمر أمر أغسطس بنقلهما من هليوبوليس (عين شمس) إلى الإسكندرية أثناء استكماله للمعبد ويرجع تأريخهما للأسرة ال18 حيث أقيمت كلاً من هاتين المسلتين -طبقًا لنقوشهما الهيروغليفية- في عهد الملك المصرى تحتمس الثالث في القرن الرابع قبل الميلاد أمام معبد آمون، وعلى كل جانب من جوانب الهريم المُكسى بالذهب الذي يوجد في قمة كلاً من المسلتين صور تحتمس الثالث على هيئة أبو الهول وهو يقدم القرابين لأرباب هليوبوليس، أضاف أيضًا كلاً من الملك سيتى الثانى والملك رمسيس الثانى بعض النقوش والخراطيش للمسلتين حيث أن رمسيس الثانى أضاف نقوشه بعد حوالى 200 عامًا من بناء المسلتين تخليدًا لذكرى انتصاراته العسكرية.
ظلت هاتين المسلتين قائمتين في مكانهما طوال عصور التاريخ القديم والوسيط والحديث حتى أواخر القرن 19 ميلاديًا واكتسبتا لقب «إبرتا كليوباترا» على الرغم من أن كليوباترا لم يكن لها أية علاقة بهاتين المسلتين على الإطلاق.
عندما نقلت هاتين المسلتين من مكانهما أجريت حفائر أثرية أسفلهما وأظهرت العديد من القطع الأثرية منها أربعة تماثيل لسراطين البحر من البرونز (2) كانوا بين المسلة وقاعدتها، وقد كان يوجد في هذه الفترة خلطًا بين المسلتين والفنار عند الكُتاب لذلك أوحت السراطين للكُتاب العرب عن وجود سراطين زجاجية أسفل فنار الإسكندرية.
وجد أسفل تمثال من تماثيل السراطين نصوص باللغتين الإغريقية واللاتينية تؤرخ إقامة المسلتين في السنة الثامنة من عهد اللإمبراطور أغسطس أي في عام 13 ق.م، وتكشف النصوص عن اسم المهندس المعمارى الذي كُلِّف بنقلهما وإقامتهما وهو بونتيوس، كما تذكر أيضًَا اسم الوالي الروماني على مصر وهو روبريوس بارباروس.

### المسلة الغربية
يبلغ ارتفاعها 20.87 مترًا وتزن حوالى 187 طنًا وموقعها الحالي هو العمارة رقم 50 بشارع سعد زغلول الموجود أسفلها حاليًا محلات عمر أفندى بمحطة الرمل.
سقطت هذه المسلة بعد الزلزال الذي حدث بمصر عام 1303 ميلاديًا وظلت ملقاة مكانها إلى ان نقلت إلى لندن خلال الفترة 1877-1878 ميلاديًا هدية من حكام أسرة محمد علي لتقام على ضفاف نهر التايمز في لندن ويحتفظ المتحف البريطاني حاليًا بجزء منها.

### المسلة الشرقية
يبلغ ارتفاعها 21.20 مترًا وتزن حوالى 193 طنًا وموقعها الحالي هو فندق متروبول ببداية شارع سعد زغلول، ظلت هذه المسلة قائمة منذ العصور القديمة إلى أن نُقلت إلى الولايات المتحدة الأمريكية عام1881 ميلاديًا هدية من الخديوى توفيق لتقام بحديقة سنترال بارك.

## وصف المعبد
وُصِف المعبد في كتابات المؤرخين أمثال:

### فيلو السكندري
يُعتبر فيلو من أهم مصادر وصف معبد القيصريون لأنه معاصر له ورآه بنفسه عام 40 ميلاديًا.
عندما تحدث فيلو عن المعبد وصفه بانبهار شديد وقال: «إنه لا يوجد للمعبد المسمى سباستيوم مثيل في أي مكان أخر ولقد امتلأ المعبد بالقرابين التي تتمثل في الصور والتماثيل وقطع الفضة والذهب، كان المعبد محاطًا بأفنية واسعة تحيط النأووس والفناء المقدس والساحة المقدسة التي كانت تحوى بداخلها أيضًا المكتبات والبوابات والصالات المفنوحة وجميع العناصر التي تليق بمبنى هام وضخم، وكان القادمون إلى الإسكندرية أو المبحرون منها يتلمسون الأمن لدى ساحة السباستيوم المقدسة»
ويتحدث عن موقعه فيقول «يتساوى في شموخ مطلاً على ميناء فسيح» ويقصد بالميناء هنا الميناء الشرقى بالإسكندرية.

### بليني الأكبر
بلينيوس الأكبر هو مؤرخ روماني تكلم عن موقع المسلتين في المعبد وقال «وقد ظلت هاتين المسلتين من ينابيع الخيال والبيان بالمدينة للعقل العربي وتخلفا لدينا تراث وصفى بديع لنا».

### اليعقوبي
اليعقوبي هو كاتب ومؤرخ جغرافى مسلم عاش في القرن التاسع الميلادي وتحدث عن المعبد في كتابه (كتاب البلدان) وقال: إنه كان هناك مسلتين من الحجر الملون تحتهما قاعدة من البرونز على شكل الجعل (الجعران) وعليها نقوش قديمة.

## عمارة المعبد والشكل التخيلي له
بالرغم أن معبد القيصريون دُمر نهائيًا عام 912 ميلاديًا إلا أنه تُوصِّل للشكل التخيلي له من خلال الحفائر الأثرية وكتابات المؤرخين.
من خلال الحفائر الأثرية التي قامت في موقع مبنى فندق متروبول في محطة الرمل اكتُششفت العديد من بقايا الأساسات والجدران الخاصة بالمعبد وكذلك بعض اللقى الأثرية التي أمكن من خلالها التعرف على الطرز القائمة بالمعبد وأرجائه وعناصره المعمارية المختلفة، واستُنتج أيضًا أن المعبد كان مشيدًا من الحجر الجيري والجرانيت وأنه كان قائمًا على الطراز الدوري والكورنثي
ومن خلال وصف فيلون للبواكي والمكتبات والأفنية يمكننا أن نقول أن المعبد كان على طراز يوناني صرف دون أي مظاهر فرعونية ماعدا المسلتين اللتين أقيمتا بعد بنائه حيث رَغبت كليوبترا أن يكون المعبد مبنى على الطراز اليونانى وأن يحوى بداخله كل مظاهر الفخامة والرفاهية اليونانية ولا حاجه بها لتشيده على الطراز المصري وهو مقام لشخص غير مصرى سواء كان لقيصر أو أنطونيوس أو ابنها قيصرون، وإن كان المعبد على طراز مصري لتردد أغسطس في أن يحول المبنى إلى مركز رئيسى لعبادة الأباطرة. كان المدخل الرئيسى للمعبد تتقدمه المسلتين وكان يوجد محرابًا داخله للإلهة فينوس وكان مُشيد على حسب الإتجاهات الفنية التي كانت سائدة في الإسكندرية في العصر البطلمي المتأخر وبداية العصر الإمبراطوري.
كان المعبد يبدأ ببوديوم (رصيف) وكانت الأعمدة تحمل تيجان كورنثية من الديوريت على الطراز السكندري ولكنها كانت بسيطة جدًا لأن الحجر صلب للغاية ومن الصعب قطعه لتمثيل أوراق الأكانثوس المتراكبة، وكانت الجدران والأعمدة الأمامية يعلوها سنادة على الطراز الدوري من قطعتين دُمجا مع بعضهما أحداهما من الجرانيت الوردي والأخرى من الجرانيت الأحمر ثم يعلوهما أفريز دورى من الحجر الرملي ويحيط به كورنيش ويزين هذا الكورنيش بالتريكليف (Triglyph) والميتوبي (Metope) بالتناوب، حيث يوجد بعد كل اثنان من التريكليف واحدة من الميتوبي.

## المعبد في العصر البيزنطي
تعرض المعبد للتخريب بسبب قيام ثورة الوثنيين واتباع مذهب الأريوسيين المسيحي في عام 336 ميلاديًا واُحرقت مذابح وأثاث المعبد خلال هذه الثورة.
وفي خلال القرن الرابع الميلادي تحول المعبد إلى الكنيسة البطريركية بالإسكندرية وتهدمت وأُعيد ترميمها عدت مرات
وفي الفترة بين 444:412 ميلاديًا أصبح المعبد هو المقر الرئيسي للأسقف كيرلس الاول الذي قام بحملة للقضاء على جميع التأثيرات الغير مسيحية بالإسكندرية
الجدير بالذكر أن في هذا المعبد قُتِلت الفيلسوفة وعالمة الرياضيات هيباتيا في شهر مارس عام 415 ميلاديًا على يد مجموعة من المسيحيين.

## نهاية المعبد
اندثر هذا المعبد مع مرور الزمن ولم يعد باقيًا منه سوى المسلتين وتشير الدلائل الأثرية أنه دمر نهائيًا في 912 ميلاديًا ولم يعد لدينا معلومات عنه سوى ما وصل إلينا من كتابات المؤرخين والكُتاب
ومن خلال نصوص فيلو وبليني ومواقع المسلتين والحفائر الأثرية التي أجريت بشارع سعد زغلول فيمكن القول أن مساحة معبد القيصريون تشغل على الأقل المنطقة ما بين ميدان سعد زغلول شمالاً وشارع صفية زغلول شرقًا وشارع النبي دانيال غربًا وشارع اسطانبول جنوبًا، ومن المقترح أن موقعه بمكان فندق متروبول حاليًا بمحطة الرمل.

## الهوامش
- «1»: فكرة تأليه الأباطرة هي فكرة مصرية حيث أن المصريين القدماء كانوا يعبدون ملوكهم ثم جاء بعد ذلك البطالمة واتبعوا هذا التلقيد وعندما دخل الرومان مصر ساروا على نهج البطالمة والمصريين من قبلهم في تأليه الأباطرة.[10]
- «2»: سرطان البحر هو أحد رموز الشمس عند الرومان.

## معرض الصور

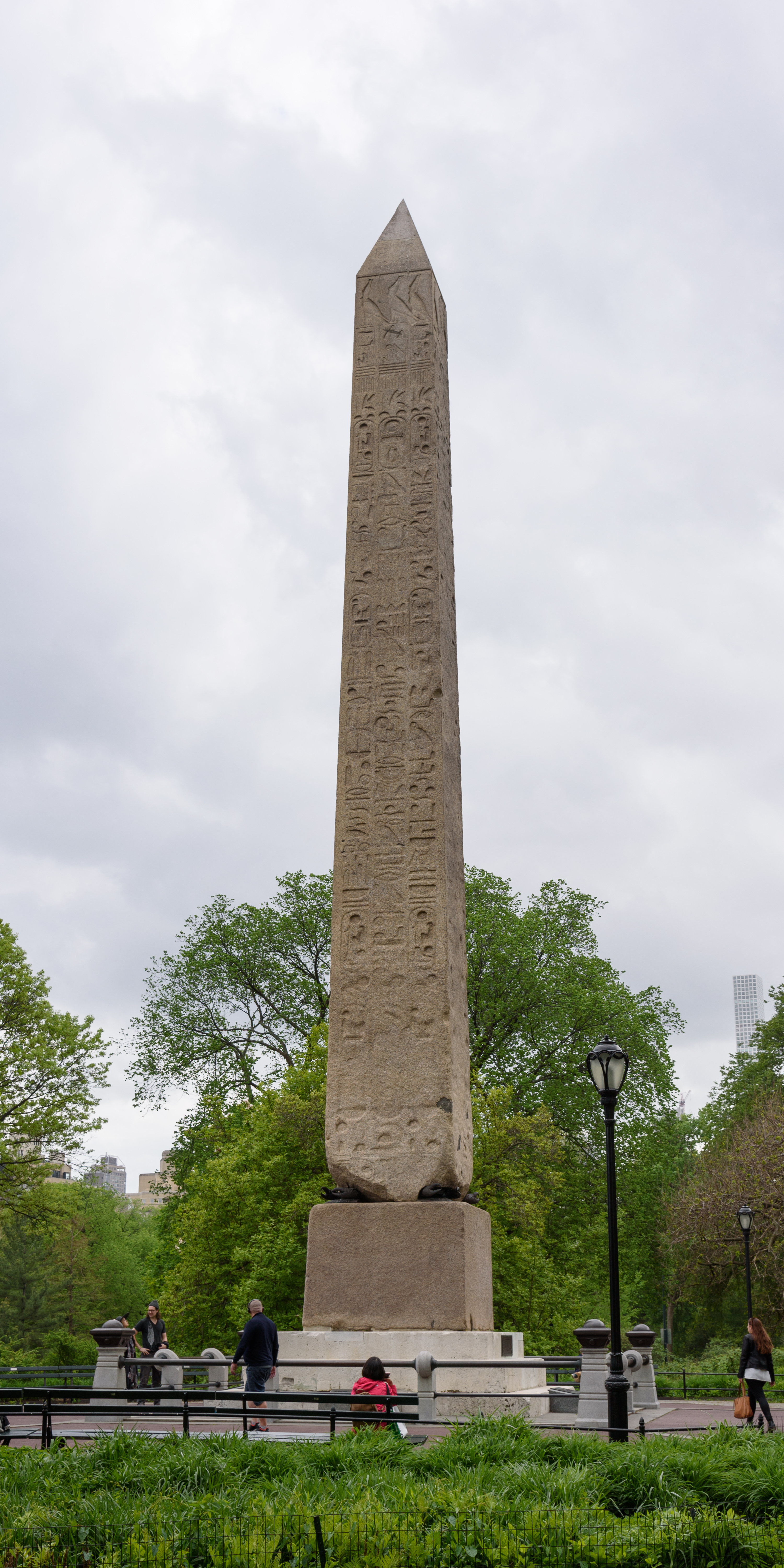
مسلة كليوبترا في حديقة سنترال بارك في نيويورك.
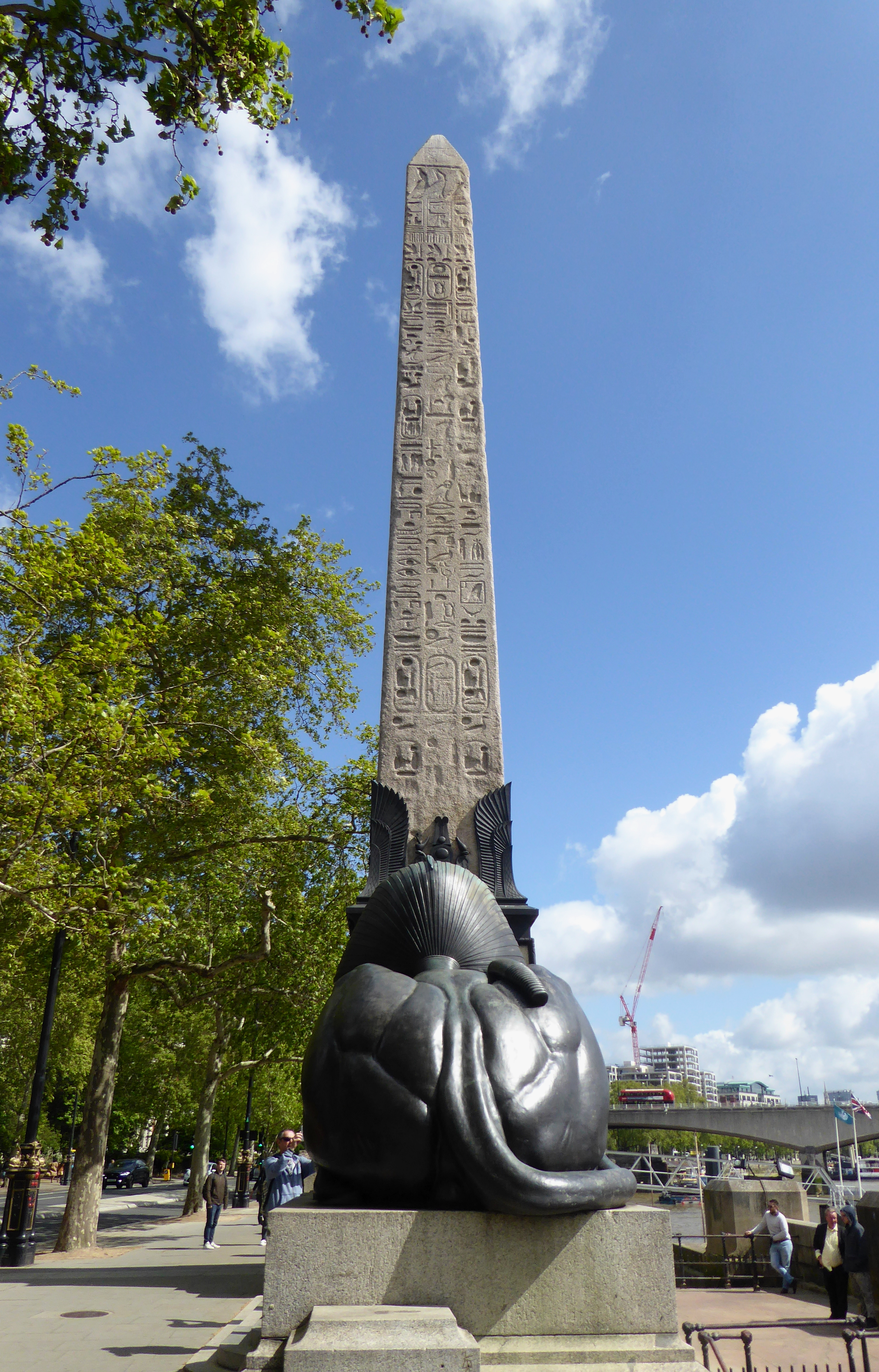
الجانب الغربي لمسلة كليوبترا في لندن.
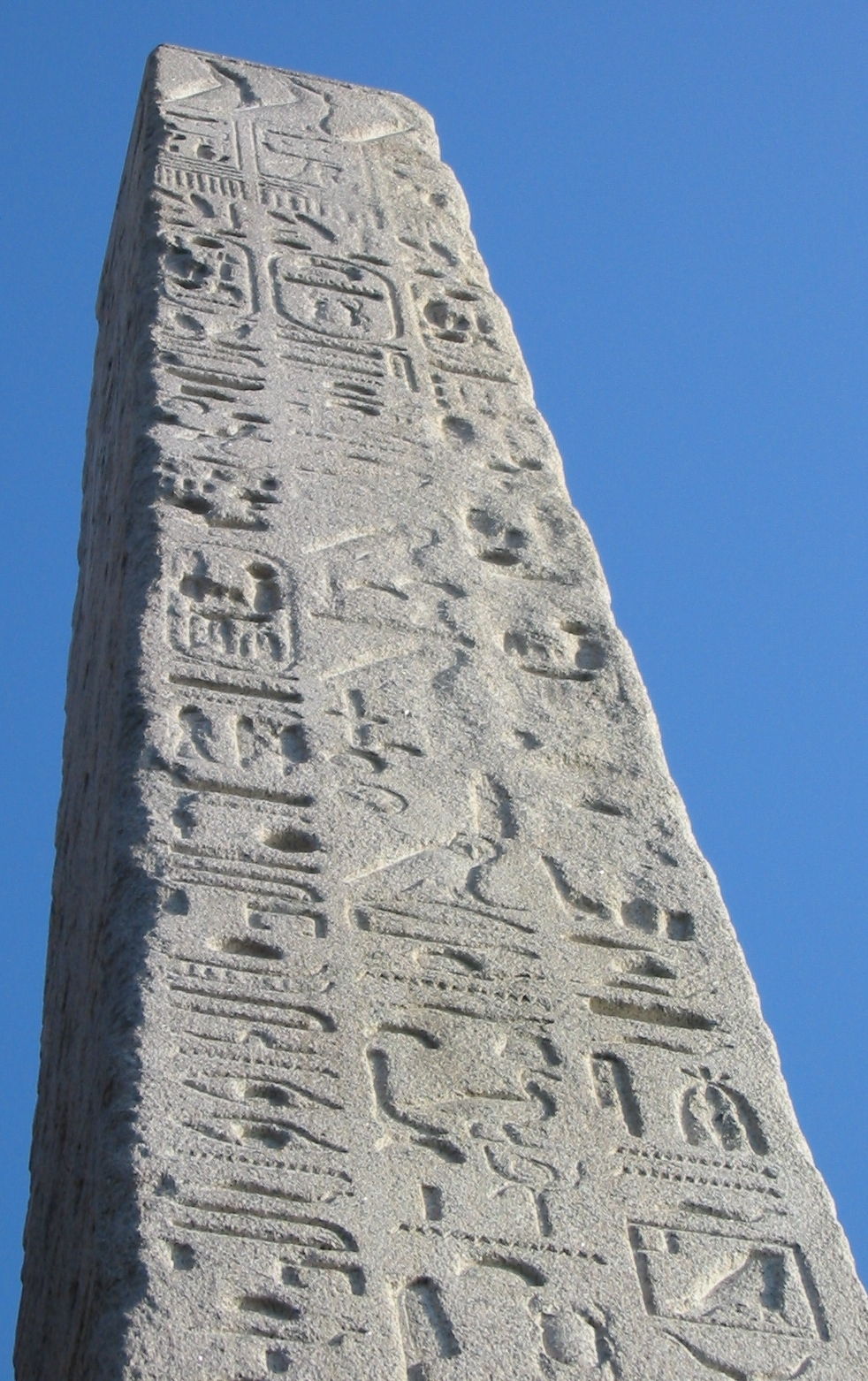
مسلة كليوباترا في لندن ويوجد نقوش رمسيس الثانى على العمودين الجانبين أما العمود الأوسط فيوجد به نقش تحتمس الثالث.
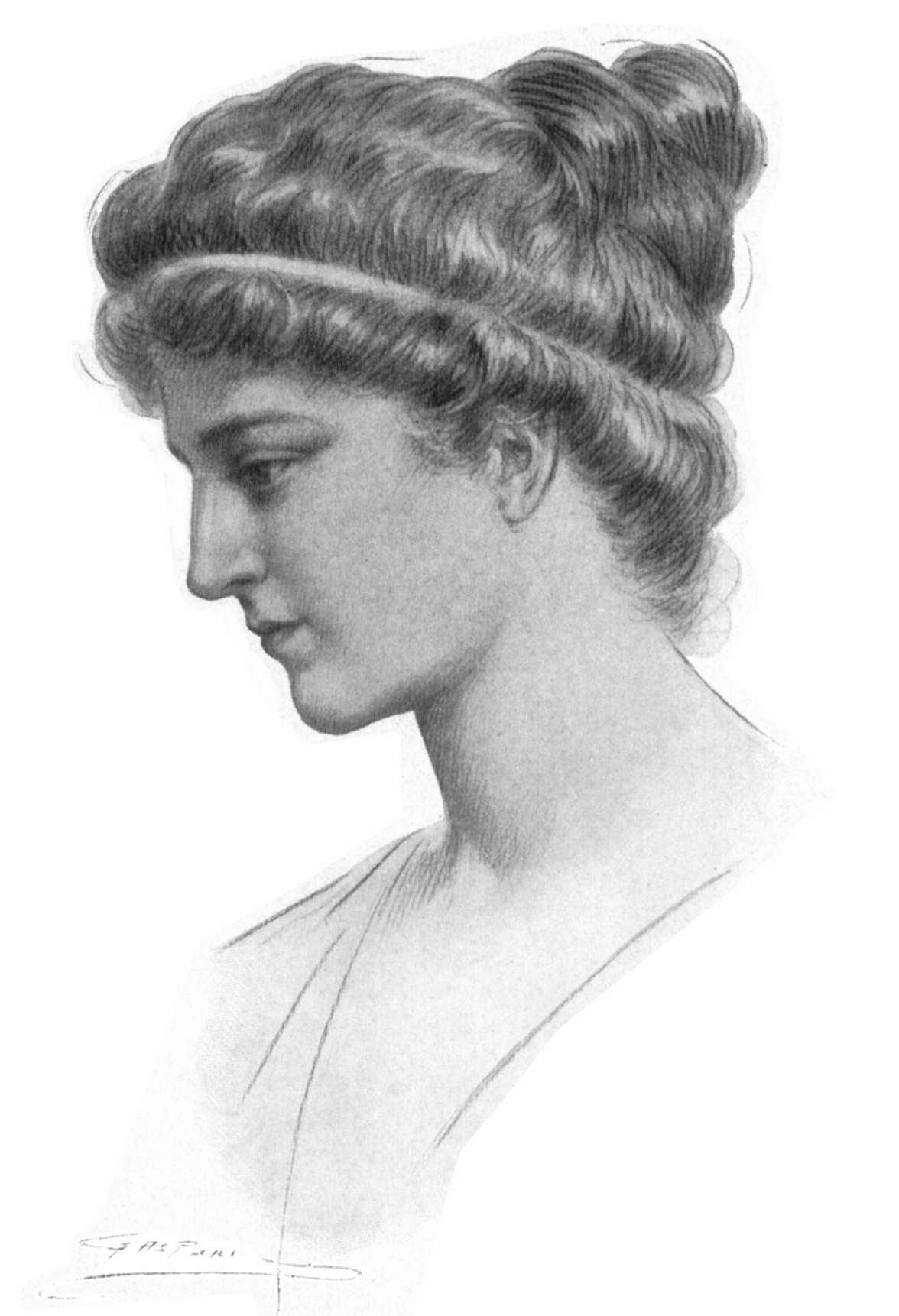
لوحة فنية لهيباتيا.